# Feketecsőrű erdeigerle
A feketecsőrű erdeigerle (Turtur abyssinicus) a madarak osztályának galambalakúak (Columbiformes) rendjébe, a galambfélék (Columbidae) családjába és a galambformák (Columbinae) alcsaládba tartozó faj.

## Rendszerezése
A fajt Richard Bowdler Sharpe angol ornitológus írta le 1902-ben, a Chalcopelia nembe Chalcopelia abyssinica néven.

## Előfordulása
Afrika középső részén, Benin, Bissau-Guinea, Burkina Faso, Csád, Dél-Szudán, Dzsibuti, Elefántcsontpart, Eritrea, Etiópia, Gambia, Ghána, Guinea, Kenya, Kamerun, a Kongói Demokratikus Köztársaság, a Közép-afrikai Köztársaság, Libéria, Mali, Mauritánia, Niger, Nigéria, Uganda, Szenegál, Szudán és Togo területén honos.
Természetes élőhelyei a szubtrópusi vagy trópusi síkvidéki esőerdők, sivatagok, szavannák és cserjések, valamint szántóföldek. Vonuló faj.

## Megjelenése
Átlagos testhossza 20 centiméter, testtömege 51–78 gramm.

## Életmódja
Fűvel és magvakkal táplálkozik.

## Természetvédelmi helyzete
Az elterjedési területe rendkívül nagy, egyedszáma pedig stabil. A Természetvédelmi Világszövetség Vörös listáján nem fenyegetett fajként szerepel.